# 행복충전5시!
이윤민의 행복충전5시!는 TBN 대구교통방송(대구 FM 103.9, 김천 FM 95.9MHz)에서 평일 저녁 5시부터 5시 55분까지 방송되는 가요음악 프로그램이다.

## 프로그램 소개
- 오후 5시! 바쁜 하루를 정리하는 시간. 아름다운 음악과 좋은 글, 그시절 추억이야기로 지친 마음을 흘려보내고 행복을 충전한다.

## 코너소개

### 월요일
- 지금은 가요제 시대 : 우리 청춘의 그 시절 가요제 가수와 이야기

### 화요일
- 마음을 토닥이는 연주곡 : 말 없이 건네는 위로, 음악 한스푼

### 수요일
- 이 글 in 가요 : 시, 소설, 수필...문학과 음악

### 목요일
- 매진임박! 추억을 팝니다 : 추억의 광고이야기와 그 속의 음악들

### 금요일
- 충전요원, 충전완료! : 한주간 신청곡과 사연
- 신.금.신.댄. : 신나는 금요일, 신나는 댄스~